# Triunfo (Rio Grande do Sul)
Triunfo è un comune del Brasile nello Stato del Rio Grande do Sul, parte della mesoregione Metropolitana de Porto Alegre e della microregione di São Jerônimo.